# Ars dictaminis (traktat)
Ars dictaminis – anonimowy średniowieczny traktat w języku łacińskim poświęcony sztuce układania tekstów.
Rękopis traktatu zawarty jest w manuskrypcie przechowywanym w Bibliotece Jagiellońskiej (s. 606-744). Traktat powstał prawdopodobnie tuż po 1449 lub blisko tej daty.
Dzieło rozpoczyna się krótkim wprowadzeniem dotyczącym retoryki (definicja retoryki oraz retora). Następnie przedstawiony jest wykład na temat ars dictaminis (m.in. rozróżnienie między utworem poetyckim a listem, rodzaje listów, wyliczenie jego części). Kolejny obszerny fragment dotyczy wstępnego pozdrowienia oraz formuł kończących list z uwzględnieniem stylu zależnego od statusu społecznego adresata. Dalej omówione są pozostałe części listu. Kolejne części traktatu poświęcone są innym zagadnieniom retorycznym.